# デスノート (映画)
『デスノート』は、漫画『DEATH NOTE』を原作とした2006年に公開された日本映画。丸の内ピカデリー3他全国松竹系にて公開された。全体的なストーリーは原作の第一部と第二部の結末をベースに脚色したものとなっている。公開は邦画史上として初の前・後編の連続公開として企画され、目標興行収入はそれぞれ50億円、2作合計で100億円と発表された。
L役の松山ケンイチの出世作として知られている。
2008年2月9日にはスピンオフ作品『L change the WorLd』（エル チェンジ ザ ワールド）が公開された。
2016年10月29日には、続編『デスノート Light up the NEW world』が公開された（「#デスノート Light up the NEW world」参照）。

## 『デスノート』
公開時はタイトルは『デスノート』のみであったが、のちのテレビ放送時などは『デスノート 前編』とされる場合もある。

### ストーリー
夜神 月（やがみ ライト）はある日、奇妙な黒いノートを拾う。それは死神・リュークが落とした、ノートに名前を書かれた人間が死ぬ「デスノート」だった。犯罪者を裁く法律に限界を感じていた月は、世の中を変えるため、ノートの力で犯罪者を次々と葬り始める。やがて犯罪者を葬る者の存在に気付いた人々は殺し屋（＝Killer）の意味から「キラ」と呼び始め、キラを神と崇め崇拝する者まで現れた。
一方、警察組織はキラの行為はあくまでも連続殺人であるとし、その調査・解決のためにある人物を送り込んだ。警察を裏から指揮し、数々の難事件を解決してきた世界的名探偵L（エル）である。
天才同士の戦い、求める世界の違いから起こったこの闘いに勝つのは死神の力を持つキラか、それとも警察を動かすLか。

### キャスト
登場人物については、DEATH NOTEの登場人物を参照。
- 夜神月 - 藤原竜也
- L / 竜崎 - 松山ケンイチ
- 南空ナオミ - 瀬戸朝香
- 秋野詩織 - 香椎由宇
- FBI捜査官レイ - 細川茂樹
- 夜神幸子 - 五大路子
- 夜神粧裕 - 満島ひかり
- 宇生田 - 中村育二
- 松田 - 青山草太
- 模木 - 清水伸
- 相沢 - 奥田達士
- 佐波 - 小松みゆき
- 松原 - 中原丈雄
- 佐伯警察庁長官 - 津川雅彦
- バス運転手・佐々木 - 田中要次
- 恐田奇一郎 - 皆川猿時
- 渋井丸拓男 - 顔田顔彦
- 日比沢有介 - 渡来敏之[3]
- リューク - 中村獅童（特別出演）
- 弥海砂 - 戸田恵梨香
- ワタリ - 藤村俊二
- 夜神総一郎 - 鹿賀丈史

### スタッフ
- 製作指揮 - 高田真治
- 製作 - 山路則隆、堀義貴、西垣慎一郎、平井文宏、北上一三、松本輝起、大澤茂樹
- エグゼクティブプロデューサー - 奥田誠治
- プロデューサー - 佐藤貴博、福田豊治、小橋孝裕
- 原作 - 大場つぐみ、小畑健（集英社刊）
- 脚本 - 大石哲也
- 音楽 - 川井憲次
- 企画 - 髙橋雅奈、佐藤敦
- ラインプロデューサー - 大塚泰之
- CGプロデューサー - 豊嶋勇作
- 撮影 - 高瀬比呂志（J.S.C）
- 照明 - 渡邊孝一
- 録音 - 岩倉雅之
- 美術 - 及川一
- 編集 - 矢船陽介
- 装飾 - 山下順弘
- キャスティング - 吉川威史
- 助監督 - 山口晃二、井原眞治、大津是
- 監督補 - 松枝佳紀
- CG製作 - デジタル・フロンティア
- 宣伝統括 - ワーナー・ブラザース映画
- オリジナル・サウンドトラック - 「SOUND of DEATH NOTE」（VAP）
- 「DEATH NOTE」FILM PARTNERS（日本テレビ放送網、札幌テレビ放送、宮城テレビ放送、中京テレビ放送、広島テレビ放送、福岡放送、集英社、ホリプロ、讀賣テレビ放送、バップ、コナミデジタルエンタテインメント、松竹、日活）
- 配給 - ワーナー・ブラザース映画
- 制作プロダクション - 日活撮影所
- 企画製作 - 日本テレビ放送網
- 監督 - 金子修介

### ロケ地
| 本編における該当シーン                                    | 本編における該当シーン                                    | 撮影された実際のロケ地                              | 撮影された実際のロケ地                              |
| --------------------------------------------------------- | --------------------------------------------------------- | --------------------------------------------------- | --------------------------------------------------- |
| 夜神月がバスケの試合をし、賭けをして金銭を得た場所        | 夜神月がバスケの試合をし、賭けをして金銭を得た場所        | 多摩大学多摩キャンパス                              | 多摩大学多摩キャンパス                              |
| 欧名美術館（外観のみ）                                    | 欧名美術館（外観のみ）                                    | 栃木県立美術館                                      | 栃木県立美術館                                      |
| 欧名美術館（館内全シーン）                                | 欧名美術館（館内全シーン）                                | 北九州市立美術館                                    | 北九州市立美術館                                    |
| 大学キャンパスのシーン                                    | 大学キャンパスのシーン                                    | 帝京大学八王子キャンパス                            | 帝京大学八王子キャンパス                            |
| リュークと公園を歩くシーン                                | リュークと公園を歩くシーン                                | 井の頭公園京王井の頭線井の頭公園駅付近              | 井の頭公園京王井の頭線井の頭公園駅付近              |
| 夜神月が渋井丸拓男を殺した踏み切り                        | 夜神月が渋井丸拓男を殺した踏み切り                        | 大井町駅                                            | 大井町駅                                            |
| 月、詩織、レイの乗るバスがジャックされるシーン            | 月、詩織、レイの乗るバスがジャックされるシーン            | JR京葉線 稲毛海岸駅〜海浜幕張駅間の高架脇や周辺地域 | JR京葉線 稲毛海岸駅〜海浜幕張駅間の高架脇や周辺地域 |
| レイが乗った駅 赤坂橋駅                                   | (入り口、改札付近)                                        | 赤坂駅                                              | [ 4 ]                                               |
| レイが乗った駅 赤坂橋駅                                   | (ホームへ続く階段、駅ホーム)                              | 天神駅                                              | [ 4 ]                                               |
| 月、レイが乗った電車                                      | 月、レイが乗った電車                                      | 福岡市交通局2000系電車                              | [ 注 2 ]                                            |
| レイを乗せた車両が停車する国会議事堂駅                    | レイを乗せた車両が停車する国会議事堂駅                    | 大濠公園駅                                          | [ 4 ]                                               |
| レイおよびFBIがデスノートで殺された地下鉄環状線品川公園駅 | レイおよびFBIがデスノートで殺された地下鉄環状線品川公園駅 | 赤坂駅                                              | [ 4 ]                                               |
| ニュース映像の中にあった裁判所のシーン                    | ニュース映像の中にあった裁判所のシーン                    | 横浜地裁本部                                        | 横浜地裁本部                                        |

### 海外配給

#### 北米
2008年5月20日と21日の平日2日間、吹き替え版が全米で300を超える劇場で公開され、観客動員数は6万5,000人を記録した。開始時間はそれぞれの州の現地時間19時30分より。主要登場人物はアニメ版と同じ声優が吹き替えを務めた。特に視聴制限は設けられなかったが、R指定と同等の扱いを受けた。カナダは2008年9月15日の一晩だけ公開された。その後、2008年9月16日にDVDが発売された。

### テレビ放送
| 回数 | テレビ局   | 番組名（放送枠名） | 放送日         | 放送時間      | 放送分数 | 視聴率 | 備考 |
| ---- | ---------- | ------------------ | -------------- | ------------- | -------- | ------ | --- |
| 1    | 日本テレビ | 金曜ロードショー   | 2006年10月27日 | 21:00 - 23:24 | 144分    | 24.5%  | |
| 2    | 日本テレビ | 金曜ロードショー   | 2008年2月1日   | 21:03 -23:24  | 141分    | 19.7%  | |
| 3    | 日本テレビ | 金曜ロードショー   | 2011年1月21日  | 21:00 - 22:54 | 114分    | 11.6%  | |
| 4    | 日本テレビ | 映画天国           | 2014年5月19日  | 25:59 - 27:58 | 119分    | 3.0%   | |
| 5    | 日本テレビ | 金曜ロードSHOW!    | 2016年10月26日 | 21:00 - 22:54 | 114分    | 9.1%   | 「Light up the NEW world」公開前夜に2部作を約2時間（CMを除いて94分程度）に再構成した「逆襲の天才」としての放送。 |

- 視聴率はビデオリサーチ調べ、関東地区・世帯・リアルタイム。

## 『デスノート  the Last name』

### ストーリー（後編）
月はキラ対策本部に参入することに成功し、月とLの壮絶な頭脳戦が始まった。
一方、別の死神レムのデスノートを手に入れた少女・弥海砂（あまね ミサ）が現れる。海砂は、自らの寿命の半分と引き換えに、顔を見るだけで相手の名前と寿命が見える死神の目を得て、自身を「第2のキラ」と称してキラを否定する者を消し去っていく。

### キャスト（後編）
- 夜神月 - 藤原竜也
- L / 竜崎 - 松山ケンイチ
- 弥海砂 - 戸田恵梨香
- 高田清美 - 片瀬那奈
- 出目川裕志 - マギー
- 西山冴子 - 上原さくら
- 夜神幸子 - 五大路子
- 夜神粧裕 - 満島ひかり
- 宇生田 - 中村育二
- 松田 - 青山草太
- 模木 - 清水伸
- 相沢 - 奥田達士
- 佐波 - 小松みゆき
- 吉野綾子 - 前田愛
- 日々間数彦 - 板尾創路
- 佐伯警察庁長官 - 津川雅彦
- さくらTV音頭を歌っている歌手 - 田中真弓
- 佐々木彩夏
- リューク - 中村獅童（特別出演）
- レム - 池畑慎之介
- ワタリ - 藤村俊二
- 夜神総一郎 - 鹿賀丈史

### スタッフ（後編）
- 製作指揮 - 三浦姫
- 製作 - 山路則隆、堀義貴、西垣慎一郎、平井文宏、北上一三、松本輝起、大澤茂樹
- エグゼクティブプロデューサー - 奥田誠治
- プロデューサー - 佐藤貴博、福田豊治、小橋孝裕
- 原作 - 大場つぐみ、小畑健（集英社ジャンプコミックス刊）
- 脚本 - 大石哲也、金子修介
- 音楽 - 川井憲次
- 企画 - 鳥嶋和彦、佐藤敦
- ラインプロデューサー - 大塚泰之
- CGプロデューサー - 豊嶋勇作
- パートナーズプロデューサー - 神蔵克、茨木政彦、鈴木基之
- 撮影監督 - 高間賢治
- 撮影 - 石山稔
- 録音 - 岩倉雅之
- 美術 - 及川一
- 編集 - 矢船陽介
- キャスティング - 吉川威史
- 助監督 - 山口晃二、井原眞治、大津是
- 脚本協力 - 松枝佳紀
- 企画協力 - 集英社 週刊少年ジャンプ編集部、茨木政彦、髙橋雅奈、東秀人、吉田幸司
- CG制作 - デジタル・フロンティア
- 宣伝統括 - ワーナー・ブラザース映画
- オリジナル・サウンドトラック - 「SOUND of DEATH NOTE the Last name」（VAP）
- 「DEATH NOTE」FILM PARTNERS（日本テレビ放送網、札幌テレビ放送、讀賣テレビ放送、中京テレビ放送、広島テレビ放送、福岡放送、宮城テレビ放送、集英社、ホリプロ、バップ、コナミデジタルエンタテインメント、松竹、日活）
- 配給 - ワーナー・ブラザース映画
- 制作プロダクション - 日活撮影所
- 企画製作 - 日本テレビ放送網
- 監督 - 金子修介

スタッフロールには公開2か月前に亡くなった前編の撮影監督、高瀬比呂志への賛辞が記されている。

### ロケ地（後編）
- さくらTVの外観 - 東京サンケイビル
- さくらTVのロビー - 読売テレビ ロビー
- さくらTV内の報道フロア - 日本テレビ汐留タワー 報道フロア
- さくらTV内の特別報道番組のスタジオセット - 関西ローカルネットニュース番組『ニューススクランブル』のセット
- 月の通う、東応大学 - 法政大学 多摩キャンパス
- 太陽テレビのスタジオ - 日本テレビ系列全国ネットニュース番組『Newsリアルタイム』のスタジオセット
- クライマックス、夜神月が死亡した場所 - ダイキン工業 つくば研修所
- 最終場面、夜神総一郎を迎えた、粧裕がいた駅 - 西武豊島線豊島園駅

### テレビ放送
| 回数 | テレビ局   | 番組名（放送枠名） | 放送日         | 放送時間      | 放送分数 | 視聴率 | 備考 |
| ---- | ---------- | ------------------ | -------------- | ------------- | -------- | ------ | --- |
| 1    | 日本テレビ | 金曜ロードショー   | 2008年2月8日   | 21:03 - 23:39 | 156分    | 23.6%  | |
| 2    | 日本テレビ | 金曜ロードショー   | 2009年1月9日   | 21:00 -23:34  | 154分    | 18.7%  | |
| 3    | 日本テレビ | 金曜ロードショー   | 2011年1月28日  | 21:00 - 23:24 | 144分    | 14.2%  | |
| 4    | 日本テレビ | 映画天国           | 2014年5月26日  | 25:59 - 27:58 | 119分    |        | |
| 5    | 日本テレビ | 金曜ロードSHOW!    | 2016年10月26日 | 21:00 - 22:54 | 114分    | 9.1%   | 「Light up the NEW world」公開前夜に2部作を約2時間（CMを除いて94分程度）に再構成した「逆襲の天才」としての放送。 |
| 6    | 日本テレビ | 映画天国           | 2017年11月13日 | 25:59 - 27:58 | 119分    | 1.6%   | |

- 視聴率はビデオリサーチ調べ、関東地区・世帯・リアルタイム。

## 『デスノート Light up the NEW world』
2016年10月29日公開。監督は佐藤信介。主演は東出昌大・池松壮亮・ 菅田将暉。
2015年9月13日、テレビドラマ版最終回終了後に『デスノート 2016』というタイトルで製作・公開が発表された。なお同作はテレビドラマ版とはリンクしない。『〜the Last name』から約10年後（『L change the WorLd』を含めると8年ぶりに製作）の世界を描く、実写映画版3作の正当な続編となる。
原作ではルールのみ示されてはいたが、各メディア作品では踏み込んで描かれることのなかった「人間界で同時に存在していいデスノートは6冊まで」という、いわゆる「6冊ルール」が初めて本作品で適用される。ストーリーには原作者・大場によるアイデアも組み込まれ、サイバーテロが世界規模で頻発する超高度情報化社会となった時代に現れた「3人の天才」たちが中心となり、デスノート6冊の熾烈な争奪戦が繰り広げられる。
過去2作に登場した人物・死神も何人か登場（演者は基本的に全員続投している）。当初は「松田」のみ公表されていたが段階的に「弥海砂」や「リューク」の登場が発表（リュークについては10年間の3DCGの技術的進歩がフィードバック、代表例としては演者である中村獅童のフェイシャルキャプチャーによる「演技」データもCGに盛り込まれている）。そして「L」と「夜神月」も本作品に何らかの形で登場することが公開の数週間前に明かされた。
本作品ではデスノートのデザインが大幅に刷新され、表紙は前作と比べより本革に近い素材に変わり柔軟度が増した。また表紙の『DEATH NOTE』という文字はプリントではなく実際に刻印されている。さらに内部のページも罫線が無くなり紙質も変更され、若干黄ばんだ見た目となった。
公開前夜となる2016年10月28日には『金曜ロードSHOW!』で特別編『デスノート 逆襲の天才』が放送された（詳細は#関連作品（Light up the NEW world）を参照）。

### ストーリー（Light up the NEW world）
舞台は夜神月がデスノートを使い「キラ」として多くの犯罪者を「粛清」し、世界的探偵L（エル）と頭脳戦を繰り広げた「キラ事件」から10年後の2016年である。ロシア、ウォール街、日本など、世界各地でデスノートによるものと見られる変死事件が多発。さらに、パソコンやスマートフォンなどのあらゆるデジタルデバイスに、キラ（夜神月）が「デスノートを手に入れろ」と呼び掛けるメッセージが配信される。加えて日本では、10年前のキラを模倣した殺害傾向を持つ「新生キラ」によるものと思われる変死事件が多数発生していた。
日本のキラ対策本部は「デスノート対策本部」と名称を変えて存続していた。三島創（みしま つくる、東出昌大）を筆頭に身寄りのない警察官らが特別捜査官として偽名で参加、デスノートを発見・確保するため捜査に臨んでいる。また、Lの遺伝子を持つ正当後継者である竜崎（りゅうざき、池松壮亮）もデスノート対策本部と合流、捜査に参加し始める。渋谷で無差別殺人を行なった青井さくら（あおい さくら）のノートを確保した対策本部は、ノートに憑く死神ベポから「6冊ルール」の説明を受ける。6冊全てを揃え封印すればその後デスノートによる殺害は起こり得なくなることから、これが本作における対策本部側の目的となる。
同じ頃、キラ事件当時「第二のキラ」として活動した弥海砂（あまね ミサ、戸田恵梨香）にキラを信奉するサイバーテロリスト・紫苑優輝（しえん ゆうき、菅田将暉）が接触し、リュークのノートを渡す。キラからのメッセージを受け取った紫苑は、6冊のノートを集め、キラ（夜神月）と「約束の場所」で会おうとしており、「約束の場所」を知るミサの協力が必要であると説明する。
紫苑はミサに渡したものを含め4冊を手中に収める。これに対策本部が押収したノートを加えると残るは1冊で、この最後のノートの所有者は竜崎であった。竜崎は密かにノートを所持し死神・アーマと生活していたが、先代Lの言いつけを守り、なおかつLを超えるという目標のためノートは使用していなかった。
デスノートを確保しようとする日本政府の意向を受けた警視庁捜査一課により対策本部は解散となり、さらに三島は新生キラとの関わりが疑われ身柄を拘束される。
竜崎は紫苑に「私が最後の1冊を持っている」とメッセージを送った。残る2冊を狙う紫苑は竜崎を誘い出し、これに竜崎が応じる。竜崎側には黒元・浦上・七瀬ら元特別捜査官が加勢し、竜崎の手引きで脱走した三島が旧対策本部からの後方支援に回った。紫苑は竜崎に対面の場所として東京ニューシティホールを指定するが、そこに三度目の「死神の目の契約」をしたミサが現れ、竜崎の本名をノートに書き殺害。ミサは竜崎の2冊を回収した紫苑に「約束の場所」を教えて自らの1冊を託し、続けて黒元・浦上を殺害、最後は自ら書いた死の予約により死亡する。
6冊を揃えた紫苑は「約束の場所」である甲羅山山頂のホテルに向かうが、そこに三島と、死亡したはずの竜崎が現れる。竜崎はかつての先代Lと同じように自らの死がデスノートで予約されていることに気づき、そのため自分にデスノートは効かず、自分の名前をノートに書いたと思われる新生キラの正体を知るため死んだふりをしたと説明する。竜崎が紫苑から押収したリュークのノートを三島に触らせると、三島の記憶が蘇った。
三島はかつてデスノート事件の捜査中、夜神月の残した子供の後見人魅上照（みかみ てる）を射殺してリュークのノートの所有者となり、犯罪や戦争を憎む歪んだ正義感から新生キラとして活動したのであった。三島は「死神の目」の契約を結び、対策本部に参加した竜崎の本名をノートに書いて死を予約した。紫苑にキラからのメッセージとノートを送りノートを揃えさえたのも三島の計画である。
正体を明かした三島を紫苑が「死神の目」と腕時計に仕込んだノート片を使って殺そうするが、直後、政府命令を受けた特殊部隊が現れ、三島・竜崎・紫苑を暗殺しノートを強制回収するため攻撃を開始する。銃撃とデスノートによる戦闘の末、紫苑は多数の銃弾を受け死亡。6冊のノートを持って逃げ出した三島・竜崎の前に今度は七瀬が現れ、兄を新生キラに殺された過去を明かして三島に復讐しようとするが、竜崎の味方をするアーマによりノートに名前を書かれて死亡する。三島と竜崎は暗殺命令が撤回された特殊部隊により確保される。
6冊のノートは日本政府が押収し、ICPOの決議によりワイミーズ・ハウスに送られ封印されることになるが、移送中に襲撃に遭い4冊が焼失、封印作戦は失敗に終わった。竜崎の死亡当日、三島の独房を訪れた竜崎は三島に彼のデスノート調査用ノートを手渡し、三島が次のLとしてデスノート事件に対処するため、三島と竜崎がここで互いに入れ替わる超法規的措置が取られたと説明する。3代目Lとなった三島は独房を去り、竜崎は三島として独房の中で息を引き取る。

### キャスト（Light up the NEW world）
三島 創（みしま つくる） / 中上 亮（なかがみ りょう）
演 - 東出昌大
本作品の主人公。デスノート対策本部特別チーム特別捜査官。総一郎にリクルートされ、配属された。デスノート事件に精通しており、10年前のキラ事件を元にデスノートを研究したノートを何冊も作っており、七瀬からは"デスノートオタク"と度々からかわれている。「三島 創」は「キラ対策」のために用いている偽名。
実は1年前に魅上が月の子供を殺害した場面を目撃していた。それに気づいた魅上にデスノートで殺されそうになり魅上を正当防衛で殺害。しかし彼はその事件を握り潰したうえでリュークに煽られ新生キラとしてデスノートを使い始める。そしてリュークと「死神の目」の契約をし、新生キラ事件の捜査で来日した竜崎の名前を書いたあとに所有権を放棄して紫苑にそのノートを渡していた。そして自分が指定した竜崎が死亡する日に、彼による超法規的措置で釈放された。その時竜崎にこれまでのことを謝罪し、死亡する彼に代わる新たな竜崎として新たに発生したデスノート事件を解決することとなる。
竜崎（りゅうざき） / 新井 正幸（あらい まさゆき）
演 - 池松壮亮、山崎竜太郎（少年期）
Lが遺した遺伝子を受け継いだ“ Lの正当後継者 ”。体外受精によって生み出されたが、彼の子どもというわけではなく、複数作られたLのコピーとしての一人。Lのコピー体ゆえに、白髪交じりの頭髪となっているほか、目も白濁しており、薬を定期的に投与する必要がある。外出する際は、L同様、禍々しいひょっとこのお面をつけている。デスノートによる新たな殺人には当初興味を持っていなかったが、ノートが複数あると知るや犯罪者や国家が私利私欲のために使うことへの危惧や死神たちの意図への興味、そしてICPOの要請によってデスノート対策本部特別チームに協力する。
彼も地上に落とされた6冊のデスノートのうちの1冊の所有者であるが、亡きLとの「デスノートは決して使わない」という約束を守っている。彼をキラの後継者にしようとしていたノートの落とし主の死神・アーマと互いに心を通わせる。2016年12月25日午後1時、拘留されていた新生キラである三島のもとを訪れた。そして彼はICPOが決議した結果、日本政府が確保したデスノートをワイミーズハウスで保管して封印する作戦が失敗したことで新たなデスノート事件が発生したことを伝えた。そして新たな竜崎として捜査をしてほしいことを三島に話し、彼を釈放したのち独房で心臓麻痺により息絶えた。
紫苑 優輝（しえん ゆうき）
演 - 菅田将暉
サイバーテロリストの青年。幼少期（2001年）に家族を惨殺された過去を持つ。なお犯人は心身喪失状態にあったため、無罪となった。また自らも、夢の中で当時の記憶がフラッシュバックし情緒不安定に陥るなどの精神的苦痛に襲われる日々を過ごすことになるが、2006年にキラによってその犯人が裁かれた。そのためキラを神として信奉するうちにサイバーテロリストとなり、紛争地域へのサイバーテロなどを行っていた。ある日、リュークの落としたデスノートを拾い地上に落とされた6冊のデスノートをすべて集め、「キラの復活」を目論む。デスノートの保持者のひとりで、リュークのノートを持つ。複雑かつ精巧に作られた折り紙細工をテーブルに飾っている。
ノートを所有していた3人をハッキングで特定した上でデスノートを使い操り殺すことで、4冊のデスノートを手に入れる。そして、残りの2冊のノートを手に入れるため、Lの後継者である竜崎を誘き出し、ミサの協力を得て彼の持つ2冊のノートを手に入れる。6冊のノートを手に入れ、ミサから月が死んでいること、そして月の後を継いでほしいと託され、指定された約束の場所へと向かい三島らと対峙。「死神の目」の契約をし、ミサの遺言通りに月の名を騙った新生キラである三島をデスノートで殺害しようとするも、名前を書き終える直前で特殊部隊の襲撃を受ける。リュークの協力を請けて隊員の名前を書き込んでいくが、反撃を受け重傷を負う。自分はここに残ると三島らにデスノートを託し、最後まで特殊部隊の名前をデスノートに書いていくが、最終的には隊員らが発砲した大量の銃弾を浴び息絶える。
弥 海砂（あまね ミサ）
演 - 戸田恵梨香
10年前のデスノート所有者。一連のキラ事件において "第2のキラ" として活動していた。月が死神リュークによってデスノートに名前を書かれ死亡したあと、Lがノートを2冊とも焼却処分したことでノートに関する記憶を失った。現在はアイドルから女優へと転身して活躍しているが、警察による監視は続いている。
紫苑からリュークのデスノートを譲渡され記憶を取り戻し、紫苑から「夜神月」は生きていると告げられ協力を求められるが一旦は断る。しかし、月が生きているという願望にすがってしまい「死神の目」の契約を行うが、月が死んでいる事実を知り絶望。紫苑を支援するためデスノートに自身の死亡日時を設定し無敵になったうえで捜査官たちをデスノートで殺害。紫苑に月の後を継いでほしいとデスノートを託した後、2016年12月18日 14時40分、「夜神月の腕の中で死ぬ」とデスノートに書いた通り月との回想の中で静かに笑みを浮かべながら息を引き取る。
七瀬 聖（ななせ しょう） / 白戶 彩奈（しらと あやな）
演 - 藤井美菜
デスノート対策本部特別チームの紅一点の捜査官であり三島の片腕的存在。デスノート事件に精通している三島を「デスノートオタク」とからかう。罪を犯した唯一の肉親である兄を新生キラに殺された過去を持ち、キラに対し敵対心を強く抱いている。物語終盤、特殊部隊の攻撃から逃げ延びた三島・竜崎と合流し、兄を殺された復讐のために三島を拳銃で殺害しようとするも、その間際にアーマによってデスノートに名前を書かれ死亡した。
松田 桃太（まつだ とうた）
演 - 青山草太
デスノート対策本部特別チーム主任。対策本部のメンバー中、唯一10年前のキラ事件を経験した人物。紫苑によって拡散されたキラ動画を見て「月くんは生きている」という可能性を見出し喜びを露わにするが、竜崎から「喜ぶなバーカ」と罵倒される。本作品中盤に紫苑によってデスノートに名前を書かれ、2016年12月17日 午後4時00分、自らの拳銃で三島たちに向けて満面の笑みを浮かべながら自殺するという非業の最期を迎えた。
黒元 晋（くろもと しん） / 明山 友樹（あきやま ともき）
演 - 竹井亮介
デスノート対策本部特別チーム捜査官。常に錠菓を携帯し、捜査中にたびたび口にしている。物語中盤、デスノートを所持していた海砂を射殺しようとするも、紫苑によって顔の覆面を解かれ、さらにデスノートに自身の死亡日時を設定した海砂を殺すことができず「死神の目」を持つ彼女に名前を書かれ、死亡。
浦上 衛（うらがみ えい） / 高端 公（たかはた こう）
演 - 大迫一平
デスノート対策本部特別チーム捜査官。黒元と行動をともにしている。黒元同様、海砂を射殺しようとするが名前を書かれ死亡した。
須加原 順郎（すがわら じゅんろう）
演 - 金田明夫
デスノート対策本部責任者。松田の死後、デスノート対策本部を解散・閉鎖させ、国策としてデスノートを回収しようとする。
実は本作品で一番の常識人であり、中盤三島が新生キラと関わりがあることをいち早く掴み彼を拘束した。終盤では内閣総理大臣の命を受け、デスノート所有者である三島・竜崎・紫苑を抹殺しデスノートを確保しようと特殊部隊を送り込む。ICPOの邪魔が入るものの彼が指揮していた部隊は紫苑を殺害し、さらに三島と竜崎を逮捕した上に6冊のデスノートを確保することに成功。自身は3人にデスノートで殺されることを恐れていたが生存する。
リューク
声 - 中村獅童
10年前、デスノートを人間界に落とした死神。現在はサイバーテロリストの紫苑に憑いている。10年経った現在でも相変わらずリンゴが大好物であり、紫苑の自宅にはリンゴが大量に置かれている。
アーマ
声 - 沢城みゆき
白を基調とした装いの雌の死神。マスカットが好物。死神の友達はおらず孤独だったが、竜崎と心を通わせていくうちに次第に心を開いていく。終盤にて、自らデスノートを使い七瀬を殺害し三島らを助けたものの、それは人間の寿命を延ばした行為にあたったため、砂となって消滅した。
ベポ
声 - 松坂桃李
青井さくらに憑いていた死神。黄金の仮面に6本の指を持つ。竜崎らにデスノートが6つ地上にもたらされたこと、および "6冊ルール" について教える。
青井 さくら（あおい さくら）
演 - 川栄李奈
無職で貧困層。デスノートの保持者のひとりで、ベポのノートを持つ。思想はなく、自分の気の向くままに人を殺すことが信条。顔を合わせた相手の名前と寿命が見える「死神の目」とデスノートを使い、渋谷にて大量無差別殺人を行うが、紫苑によってデスノートで殺害される。死亡日時は2016年12月10日 19時50分。
御厨 賢一（みくりや けんいち）
演 - 船越英一郎
デスノートの保持者のひとり。最高裁判事。法律を無視して犯罪者に「裁き」を下すキラ、およびキラを信仰する「キラ信者」に強い憤りを抱き、大勢の人を殺害していた。紫苑によってデスノートに名前を書かれ、警視庁のエントランスにてナイフを片手に竜崎を呼び出す。その後、警官たちの眼前で「Lの後継者に告ぐ。キラはすでに3人の所有者を処刑した。これより4人目の処刑を行う。キラは神。人間は神には勝てない」と宣言し、手にしたナイフを自らの喉元に突き刺し、死亡。
アレクセイ・イヴァノフ
演 - セルゲイ・ゴンチャノフ
デスノートの保持者のひとり。ロシアの医師。担当患者やインターネットで見つけた自殺志願者たちをデスノートで殺害していた。紫苑によってデスノートに名前を書かれ、薬物を大量投与し自殺。
ロジャー・アーヴィング
演 - セルゲイ・クワエフ
デスノートの保持者のひとり。「ウォール街の悪魔」と呼ばれる投資家。彼のビジネスに邪魔するものをデスノートで殺害していたことにより、彼の株価は高騰した。紫苑によってデスノートに名前を書かれ、自社ビルから飛び降りて自殺。
魅上 照（みかみ てる）
演 - 水上剣星
10年前に海砂を取り調べた検事。キラ（月）を信奉している。本作品の1年前に消息を絶つが、実際はデスノート事件を捜査していた三島により殺害されていた。夜神月が生前遺した子どもの後見人になるも、デスノートの重圧で疑心暗鬼に陥り子どもをデスノートで殺害する。当時その一部始終を三島が目撃しており、魅上は三島に気づきデスノートで殺害しようとするも三島に射殺され、その後は三島の隠蔽工作によって『失踪』という扱いになる。
貴世河 春奈（きよかわ はるな）
演 - 白羽ゆり
コメンテーター。キラ支持者で、貧困層の犯罪を防ぐためにキラが必要という持論を説いた。10年前にもキラに対して肯定的な発言をしており、それに憤りを感じた御厨によりデスノートに名前を書かれ、友人との食事の席で「キラ、お前にノートは渡さない」と言い残し心臓麻痺で死亡する。
L（エル）
演 - 松山ケンイチ
10年前、一連のキラ事件を捜査した世界的探偵。キラを追い詰めるために自らの名前をデスノートに書くという命がけの行動に出た。本作品では竜崎が作成したCG映像、竜崎の回想の中で登場。
夜神 月（やがみ ライト）
演 - 藤原竜也
前作の主人公。元祖キラ。10年前にデスノートを使い多くの犯罪者を殺害し、多くの人間から"神"と崇められたが、リュークによってデスノートに名前を書かれ死亡した。本作品では紫苑が世界中に拡散した動画、ならびに紫苑が作成した月の声を忠実に再現したコンピューター音声として登場。

### スタッフ（Light up the NEW world）
- 「DEATH NOTE」原作 - 大場つぐみ、小畑健（集英社ジャンプコミックス刊）
- 脚本 - 真野勝成
- 音楽 - やまだ豊
- 製作 - 中山良夫、木下暢起、堀義貴、福田太一、大角正、藪下維也、沢桂一、永山雅也、永井聖士、長澤一史、熊谷宜和
- ゼネラルプロデューサー - 奥田誠治
- エグゼクティブプロデューサー - 門屋大輔
- 企画・プロデュース - 佐藤貴博
- プロデューサー - 田中正、飯塚信弘、佐藤譲
- 撮影監督 - 河津太郎
- 美術 - 斎藤岩男
- 録音 - 横野一氏工
- 編集 - 今井剛
- 音楽プロデューサー - 志田博英
- 装飾 - 西尾共未
- 衣装 - 宮本まさ江
- GAFFER - 小林仁
- スクリプター - 田口良子
- ヘアメイク - 本田真理子
- 特撮監督 - 神谷誠
- CGプロデューサー - 豊嶋勇作、鈴木伸広
- CGディレクター - 土井淳
- テクニカルプロデューサー - 大屋哲男
- 助監督 - 李相國
- 製作担当 - 中山泰彰、竹上俊一、大谷弘
- 企画協力 - 集英社「週刊少年ジャンプ」編集部
- 主題歌 - 安室奈美恵「Dear Diary」[15]（Dimension Point）
- 劇中歌 - 安室奈美恵「Fighter」[15]（Dimension Point）
- VFX - デジタル・フロンティア
- FILM PARTNERS（日本テレビ放送網、集英社、ホリプロ、ワーナー・ブラザース映画、松竹、讀賣テレビ放送、バップ、日活、電通、Hulu、D.N.ドリームパートナーズ、札幌テレビ放送、宮城テレビ放送、静岡第一テレビ、中京テレビ放送、広島テレビ放送、福岡放送、日本テレビ系全国21社）
- 配給 - ワーナー・ブラザース映画
- 制作プロダクション - 日活、ジャンゴフィルム
- 企画・製作幹事 - 日本テレビ放送網
- 監督 - 佐藤信介

### ロケ地（Light up the NEW world）
- 青井さくらがデスノートで無差別殺人を行った渋谷のスクランブル交差点 - 元町通1丁目交差点（兵庫県神戸市中央区）
- 『デスノート対策本部』が置かれている警視庁の地下フロア - 神戸市ポートアイランド処理場
- 御厨賢一がナイフを持って乗り込んだ警視庁のエントランス - 茨城県議会議事堂
- 紫苑優輝が住む高層マンション - ビーコンタワーレジデンス（東京都江東区東雲）
- 竜崎がリュークと対面した東大川門駅前広場 - 大崎フロントタワー前広場（東京都品川区大崎）
- 東京ニューシティホール - テレコムセンタービル（東京都江東区青海）
  - 弥海砂が死亡した場所 - テレコムセンタービル 中庭
- 甲羅山山頂のホテル - 摩耶観光ホテル

### テレビ放送
| 回数 | テレビ局   | 番組名（放送枠名） | 放送日         | 放送時間      | 放送分数 | 視聴率 | 備考                                               |
| ---- | ---------- | ------------------ | -------------- | ------------- | -------- | ------ | -------------------------------------------------- |
| 1    | 日本テレビ | 金曜ロードSHOW!    | 2017年11月17日 | 21:00 - 22:54 | 114分    | 8.9%   | 劇場公開時の本編を再編集し「特別版」としての放送。 |

- 視聴率はビデオリサーチ調べ、関東地区・世帯・リアルタイム。

### 関連作品（Light up the NEW world）
Huluオリジナルドラマ『デスノート NEW GENERATION』のタイトルで、映画公開に合わせたスピンオフドラマが、2016年9月16日より順次Huluに配信されることが決定した。全3話。主題歌は映画の劇中歌として使用されている安室奈美恵の「Fighter」。

#### キャスト（NEW GENERATION）
三島篇・新生
- 三島創 - 東出昌大
- 七瀬聖 - 藤井美菜
- 松田桃太 - 青山草太
- 黒元晋 - 竹井亮介
- 浦上衛 - 大迫一平
- 夏河六郎 - 富川一人
- 西村博人 - 大塚ヒロタ
- 五頭慎弥 - 伊藤友樹
- 神田 - 青木健
- 辰巳蒼生
- 花岡翔太
- 佐藤義朗（日本テレビアナウンサー）
- 木佐課長 - 相島一之

竜崎篇・遺志
- 竜崎 - 池松壮亮
- N（ニア） - 阪口大助（声）
- J - 中井ノエミ
- 金友果林 - 森田涼花
- ケネス - James Sutherland
- ウー - Rex Kwok
- チャン - Aaron Chow
- レスター - Oscar
- ピアーズ教授 - Michael Claxton
- 青井さくら - 川栄李奈
- 紫苑優輝 - 菅田将暉

紫苑篇・狂信
- 紫苑優輝 - 菅田将暉
- 椚田太一（雨澤） - 中村倫也
- 飯窪彩花 - 大西礼芳
- 滑川竜平 - 栄信
- 生木一寿 - 大友律
- 鹿間里奈 - 曽我夏美
- 紫苑（7歳） - 高村佳偉人
- 紫苑（12歳） - 春名柊也
- 四條海璃亜
- 友倉由美子
- 花岡翔太
- 安村直樹（日本テレビアナウンサー）
- 鹿間和代 - 大沢逸美
- リューク（声） - 中村獅童

#### スタッフ（NEW GENERATION）
- 「DEATH NOTE」原作 - 大場つぐみ、小畑健（集英社ジャンプコミックス刊）
- 監督 - 佐藤信介
- 脚本 - 真野勝成
- 音楽 - やまだ豊
- 主題歌 - 安室奈美恵「Fighter」（Dimension Point）
- 製作 - 長澤一史、中山良夫、沢桂一、木下暢起、堀義貴、福田太一、大角正、藪下維也、永山雅也、永井聖士、熊谷宜和
- エグゼクティブプロデューサー - 門屋大輔
- 企画・プロデュース - 佐藤貴博
- プロデューサー - 田中正、飯塚信弘、佐藤譲
- プロデュース協力 - 奥田誠治
- 撮影監督 - 河津太郎
- 装飾 - 西尾共未
- 録音 - 大塚学
- 編集 - 今井剛
- 音楽プロデューサー - 志田博英
- 衣装 - 宮本まさ江
- GAFFER - 小林仁
- スクリプター - 田口良子
- ヘアメイク - 楮山理恵
- DIプロデューサー / カラーグレーダー - 齋藤精二
- VFXスーパーバイザー - 道木伸隆
- キャスティング - 南谷夢
- 助監督 - 是安祐
- 製作担当 - 中山泰彰
- 企画協力 - 週刊少年ジャンプ編集部（瓶子吉久、相田聡一、片山達彦）
- VFX - デジタル・フロンティア
- CGプロデューサー - 豊嶋勇作、鈴木伸広
- CGディレクター - 土井淳
- 劇中使用映像 - 『DEATH NOTE』『DEATH NOTE the Last name』（監督：金子修介、脚本：大石哲也）
- 制作プロダクション - 日活、ジャンゴフィルム
- 企画 - 日本テレビ放送網
- 製作 - 2016「DEATH NOTE」HOD PARTNERS（Hulu 、バップ、2016「DEATH NOTE」FILM PARTNERS）

デスノート 逆襲の天才
本編公開前夜となる2016年10月28日に『金曜ロードSHOW!』放送。過去の映画2部作を約2時間（CMを除いて94分程度）に再構成し、新規撮影された「3人の天才」たちの視点も交え「月」と「L」の戦いの軌跡を振り返る。なお、2時間枠かつ新撮パートがある分、映画2部作の一部シーンがカットされている。

## 人気・評価
特記なき場合は2部作および『L change the WorLd』に対してのもの。
前編は観客動員数223万人、興行収入28億円を記録し、2週連続で国内映画興行ランキング1位。後編は観客動員数430万人、興行収入52億円を記録し、国内映画興行ランキング4週連続で1位となった。興行収入100億円の当初目標には届かなかったものの前後編合わせ80億円を獲得している。
DVD『DEATH NOTE デスノート complete set』もオリコンDVDチャート2週連続1位となり、売上は22万本を記録した。
後編公開直前の2006年10月27日、日本テレビ系映画番組『金曜ロードショー』20周年特別企画として、金子修介監督が前編をテレビ放送用に編集した“ディレクターズカット特別篇”でテレビ放送され、24.5%の視聴率を記録した。DVD発売前の地上波放映は異例である。海賊版対策として番組放送中常に画面右上に「金曜ロードショー」のロゴが挿入された。
レッド・ホット・チリ・ペッパーズから提供された主題歌「Dani California」はグラミー賞4冠を果たしている。

### 受賞歴
デスノート the Last name
- 第25回ゴールデングロス賞 日本映画部門 優秀銀賞[19]

## キャストと登場人物一覧
| キャラクター                | デスノート     | デスノート the Last name | L change the WorLd         | デスノート Light up the NEW world |
| --------------------------- | -------------- | ------------------------ | -------------------------- | --------------------------------- |
| 夜神月                      | 藤原竜也       | 藤原竜也                 | 藤原竜也（映像）           | 藤原竜也                          |
| L（エル） / 竜崎            | 松山ケンイチ   | 松山ケンイチ             | 松山ケンイチ               | 松山ケンイチ                      |
| 弥海砂                      | 戸田恵梨香     | 戸田恵梨香               | 戸田恵梨香                 | 戸田恵梨香                        |
| 南空ナオミ                  | 瀬戸朝香       |                          | 瀬戸朝香                   |                                   |
| 秋野詩織                    | 香椎由宇       |                          |                            |                                   |
| レイ・イワマツ              | 細川茂樹       |                          | 細川茂樹（声）             |                                   |
| バス/タクシー運転手・佐々木 | 田中要次       |                          | 田中要次                   |                                   |
| 高田清美                    |                | 片瀬那奈                 |                            |                                   |
| 出目川裕志                  |                | マギー                   |                            |                                   |
| 西山冴子                    |                | 上原さくら               |                            |                                   |
| 夜神幸子                    | 五大路子       | 五大路子                 |                            |                                   |
| 夜神粧裕                    | 満島ひかり     | 満島ひかり               |                            |                                   |
| 宇生田                      | 中村育二       | 中村育二                 |                            |                                   |
| 松田桃太                    | 青山草太       | 青山草太                 | 青山草太（クレジットのみ） | 青山草太                          |
| 模木完造                    | 清水伸         | 清水伸                   |                            |                                   |
| 相沢                        | 奥田達士       | 奥田達士                 |                            |                                   |
| 佐波                        | 小松みゆき     | 小松みゆき               |                            |                                   |
| 佐伯警察庁長官              | 津川雅彦       | 津川雅彦                 |                            |                                   |
| リューク                    | 中村獅童（声） | 中村獅童（声）           | 中村獅童（声）             | 中村獅童（声）                    |
| レム                        |                | 池畑慎之介（声）         |                            |                                   |
| ワタリ                      | 藤村俊二       | 藤村俊二                 | 藤村俊二                   |                                   |
| 夜神総一郎                  | 鹿賀丈史       | 鹿賀丈史                 |                            |                                   |
| K / 久條希実子              |                |                          | 工藤夕貴                   |                                   |
| 二階堂真希                  |                |                          | 福田麻由子                 |                                   |
| 松戸浩一                    |                |                          | 平泉成                     |                                   |
| BOY / ニア                  |                |                          | 福田響志                   |                                   |
| 三沢初音                    |                |                          | 佐藤めぐみ                 |                                   |
| 駿河秀明                    |                |                          | 南原清隆                   |                                   |
| 二階堂公彦                  |                |                          | 鶴見辰吾                   |                                   |
| 的場大介                    |                |                          | 高嶋政伸                   |                                   |
| 三島創                      |                |                          |                            | 東出昌大                          |
| 竜崎                        |                |                          |                            | 池松壮亮                          |
| 紫苑優輝                    |                |                          |                            | 菅田将暉                          |
| 七瀬聖                      |                |                          |                            | 藤井美菜                          |
| 青井さくら                  |                |                          |                            | 川栄李奈                          |
| 黒元晋                      |                |                          |                            | 竹井亮介                          |
| 浦上衛                      |                |                          |                            | 大迫一平                          |
| アーマ                      |                |                          |                            | 沢城みゆき（声）                  |
| ベポ                        |                |                          |                            | 松坂桃李（声）                    |
| 御厨賢一                    |                |                          |                            | 船越英一郎                        |

## 映像ソフト化
発売・販売元はバップ。なお、前編・後編のDVDはレンタル版とセル版で隠し映像がそれぞれ異なる。

### ナビゲートDVD
- デスノート 証言〜Beginning of the Movie〜（1枚組・前編のナビゲートDVD。レンタル専用）
  - ミニメイキング
  - HOW TO USE IT
  - 「デスノート 前編」特報・劇場予告編
  - インタビュー
  - キャラクタープロフィール
  - 隠し映像
- デスノート the Last name profile report from L（1枚組・後編のナビゲートDVD。レンタル専用・マルチアングル機能(3ストリーム)搭載）
  - ミニメイキング
  - インタビュー
  - アニメ版「デスノート」先出し映像
  - オリジナルコミック宣伝
  - レッド・ホット・チリ・ペッパーズ「ステイディアム・アーケイディアム」宣伝
  - ナイトメア「the WORLD / アルミナ」宣伝
  - HOW TO USE IT
  - 「デスノート the Last name」特報
  - キャラクタープロフィール
  - 隠し映像
- デスノート DEAD OR ALIVE Assist DVD（1枚組・再編集されたTV特番などを収録したDVD。2006年11月22日発売）
  - カウントダウン・クライマックス「DEATH NOTE DEAD OR ALIVE」
    - 第1夜「Black NIght / Contract of The Dark」
    - 第2夜「Red Night / Contract of Blood」
    - 第3夜「White Night / Contract of innocent」

  - 「デスノート the Last name」劇場予告編
  - 香港ワールドプレミア（2006年10月28日）潜入映像
  - 11.3 「デスノート the Last name」初日舞台挨拶ドキュメント

### 前編
- デスノート 前編（レンタル版・DVD1枚組）
  - 映像特典
    - 新作案内
    - 劇場予告編
    - キャンペーン映像
    - 隠し映像

  - リバーシブル・ジャケット仕様
- デスノート 前編（セル版・DVD1枚組、2007年3月14日発売）(VPBT-12686)
  - 映像特典
    - 藤原竜也×松山ケンイチのメッセージ映像
    - 特報集
    - 劇場予告編
    - TVスポット集
    - 隠し映像
- デスノート 前編 Blu-ray（1枚組、2009年2月25日発売）
  - 映像特典
    - 藤原竜也（夜神月）メッセージ
    - 戸田恵梨香（弥海砂）メッセージ
    - 特報集
    - 劇場予告編

  - 音声特典
    - オーディオコメンタリー（監督 金子修介×プロデューサー 佐藤貴博×プロデューサー補 田中正）

### 後編
- デスノート the Last name（レンタル版・DVD1枚組）
  - 映像特典
    - 新作案内
    - 劇場予告編
    - 「L change the WorLd」特報
    - 隠し映像

  - リバーシブル・ジャケット仕様
- デスノート the Last name（セル版・DVD1枚組、2007年3月14日発売） (VPBT-12687)
  - 映像特典
    - 藤原竜也×松山ケンイチのメッセージ映像
    - 特報
    - 劇場予告編
    - TVスポット集
    - 「L change the WorLd」特報
    - 隠し映像
- デスノート the Last name Blu-ray（1枚組、2009年2月25日発売）
  - 映像特典
    - 藤原竜也（夜神月）メッセージ
    - 戸田恵梨香（弥海砂）メッセージ
    - 特報
    - 劇場予告編

  - 音声特典
    - オーディオコメンタリー（監督・脚本 金子修介×プロデューサー 佐藤貴博×プロデューサー補 田中正）

### 前編・後編セット
- デスノート complete set（前後編本編+特典DVDの3枚組、2007年3月14日発売）(VPBT-12688)
  - ディスク1：「デスノート 前編」（セル単品版と同様）
  - ディスク2：「デスノート the Last name」（セル単品版と同様）
  - ディスク3：特典DVD（デスノート・デザイン・ジャケット(月ver.と海砂ver.のいずれか)に収納）
    - 藤原竜也×松山ケンイチのメッセージ映像
    - 2006年カレンダー方式で綴る前後編メイキング映像
    - 15秒メニュームービー集
    - 隠し映像
    - MUSIC VIDEO「HAKAI(Deathtroy)」
    - KONAMIトレーディングカードギャラリー
    - DEAD OR ALIVEクイズキャンペーン：デスノート・サポーターズクレジット

  - 封入特典
    - 32ページオールカラーブックレット
    - デスノートSPECIAL CD（ブックレット封入特典）

  - 特製スリーブケース&デジパック仕様（封入されているデスノート・デザイン・ジャケットでデジパックの仕様が異なる）
- デスノート -5th Anniversary Blu-ray BOX-（前後編BD+特典DVDの3枚組、2011年11月25日発売）
  - ディスク1：「デスノート 前編」BD（単品版と同様）
  - ディスク2：「デスノート the Last name」BD（単品版と同様）
  - ディスク3：特典DVD（DVD版「complete set」特典DVDと同様）
  - 封入特典：ブックレット（6P）

### Light up the NEW world
- デスノート Light up the  NEW world 通常版（1枚組、2017年4月19日発売）
  - 映像特典
    - 特報・劇場予告編・TVスポット集
    - 映像クリエイト集団「BRDG」×「デスノート」スペシャルスポット（各9秒ver.）
- デスノート Light up the NEW world complete set（3枚組、2017年4月19日発売）
  - ディスク1：本編ディスク
    - 映像特典
      - 特報・劇場予告編・TVスポット集
      - 映像クリエイト集団「BRDG」×「デスノート」スペシャルスポット（各9秒ver.）

    - complete set限定音声特典
      - 三島・竜崎ほかデスノート対策本部メンバーによるオーディオコメンタリー（東出昌大×池松壮亮×藤井美菜×青山草太×竹井亮介×大迫一平×大塚ヒロタ）

  - ディスク2：特典ディスク1（Blu-ray版はBlu-ray、DVD版はDVDで収録）
    - メイキング
    - Huluオリジナルドラマ『デスノート NEW GENERATION』（全3話）

  - ディスク3：特典ディスク2（Blu-ray版はBlu-ray、DVD版はDVDで収録）
    - 舞台挨拶集
      - ジャパンプレミア舞台挨拶
      - イッキ見上映（デスノート / デスノート the Last name）
      - 初日舞台挨拶
      - 大ヒットファン感謝祭in佐野
      - 香港プレミア

    - 座談会集
      - スペシャル座談会
      - 豪華キャストスペシャル座談会
      - 戸田恵梨香スペシャルインタビュー
      - デスノート大好き芸人トーク

  - 封入特典
    - ブックレット

  - 特製スリーブケース付きデジパック仕様

## トリビュートアルバム
- DEATH NOTE TRIBUTE（2006年6月21日） - 前編のトリビュートアルバム
- The songs for DEATH NOTE the movie 〜the Last name TRIBUTE〜（2006年12月20日） - 後編のトリビュートアルバム